# Martin Wrede
Martin Wrede (* 1969) ist ein deutscher Historiker. Er lehrt als Professor für die Geschichte der Frühen Neuzeit an der Universität Grenoble.

## Leben
Martin Wrede absolvierte von 1990 bis 1996 ein Studium der Fächer Geschichtswissenschaft und Romanistik an den Universitäten Marburg, Nantes und Münster, das er mit dem Ersten Staatsexamen abschloss. Im Jahr 2001 wurde er an der Universität Osnabrück mit der von Ronald G. Asch und Heinz Duchhardt betreuten Arbeit Das Reich und seine Feinde. Politische Feindbilder in der reichspatriotischen Publizistik zwischen Westfälischem Frieden und Siebenjährigem Krieg promoviert.
Von 2001 bis 2007 war Wrede wissenschaftlicher Mitarbeiter am Sonderforschungsbereich Erinnerungskulturen an der Justus-Liebig-Universität Gießen. Von 2007 bis 2010 war er Akademischer Rat am Lehrstuhl für Neuere Geschichte II der Justus-Liebig-Universität Gießen. 2009 habilitierte sich Wrede an der Justus-Liebig-Universität Gießen. Die Habilitationsschrift Ohne Furcht und Tadel – für König und Vaterland? Frühneuzeitlicher Hochadel zwischen Familienehre, Ritterideal und Fürstendienst wurde mit dem Preis der Arenbergstiftung sowie mit dem Preis der Justus-Liebig-Universität Gießen ausgezeichnet. Im Rahmen seines Habilitationsprojektes war er von 2007 bis 2008 Fellow am Historischen Kolleg München.
Im Wintersemester 2010/2011 vertrat er den Lehrstuhl für die Geschichte der Frühen Neuzeit an der Humboldt-Universität zu Berlin (ehemals: Heinz Schilling). In dem darauffolgenden Sommersemester war er Mitglied des Alfried-Krupp-Wissenschaftskollegs Greifswald. Anschließend vertrat er ein Jahr den Lehrstuhl für die Geschichte der Frühen Neuzeit an der Justus-Liebig-Universität Gießen. Zum Wintersemester 2012 nahm er eine Berufung auf eine Professur für Geschichte der Frühen Neuzeit/histoire moderne an der Universität Pierre Mendès-France Grenoble II (jetzt: Université Grenoble-Alpes) an, die er bis heute innehat. Im Wintersemester 2013 war er Gastprofessor in Freiburg am Sonderforschungsbereich Helden – Heroisierungen – Heroismen, im September 2014 KFW-Fellow am Deutschen Historischen Institut Paris. Während des akademischen Jahres 2017/18 ist Wrede Senior-Fellow des Alfried Krupp Wissenschaftskollegs Greifswald.
In seinen Forschungen beschäftigt sich Wrede mit der Geschichte der politischen Kultur im frühneuzeitlichen Europa, insbesondere mit dem europäischen Adel, der frühneuzeitlichen Monarchie, den deutsch-französischen Beziehungen sowie politischen Feindbildern.

## Schriften (Auswahl)
Monographien
- Das Reich und seine Feinde. Politische Feindbilder in der reichspatriotischen Publizistik zwischen Westfälischem Frieden und Siebenjährigem Krieg (= Veröffentlichungen des Instituts für Europäische Geschichte Mainz, Bd. 196 = Beiträge zur Sozial- und Verfassungsgeschichte des Alten Reiches, Bd. 15). von Zabern, Mainz 2004, ISBN 3-8053-3431-1 (Zugleich: Osnabrück, Universität, Dissertation, 2001).
- Ohne Furcht und Tadel – für König und Vaterland. Frühneuzeitlicher Hochadel zwischen Familienehre, Ritterideal und Fürstendienst Studien zu Beharrungswillen und Anpassungsvermögen einer traditionalen Elite (= Beihefte der Francia, 75). Thorbecke, Ostfildern 2012, ISBN 978-3-7995-7466-2 (Zugleich: Gießen, Universität, Habilitations-Schrift, 2009/2010).
- Ludwig XIV. Der Kriegsherr aus Versailles. Theiss, Darmstadt 2015, ISBN 978-3-8062-3160-1.
- La guerre de Trente Ans. Le premier conflit européen. Armand Colin, Malakoff 2021, ISBN 978-2-200-62136-0.

Herausgeberschaften
- gemeinsam mit Ronald G. Asch: Frieden und Krieg in der Frühen Neuzeit. Die europäische Staatenordnung und die außereuropäische Welt (= Der Frieden, Bd. 2). Fink, München 2001, ISBN 3-7705-3540-5.
- gemeinsam mit Horst Carl: Zwischen Schande und Ehre. Erinnerungsbrüche und die Kontinuität des Hauses. Legitimationsmuster und Traditionsverständnis des frühneuzeitlichen Adels in Umbruch und Krise (= Veröffentlichungen des Instituts für Europäische Geschichte, Mainz, Beiheft 73). von Zabern, Mainz 2007, ISBN 978-3-8053-3710-6.
- Die Inszenierung der heroischen Monarchie. Frühneuzeitliches Königtum zwischen ritterlichem Erbe und militärischer Herausforderung (= Historische Zeitschrift. Beihefte NF 62). Oldenbourg, München 2014, ISBN 978-3-486-78106-9.
- gemeinsam mit Laurent Bourquin: Adel und Nation in der Neuzeit. Hierarchie, Egalität und Loyalität, 16. – 20. Jahrhundert (= Beihefte der Francia, 81). Thorbecke, Ostfildern 2016, ISBN 978-3-7995-7472-3.
- gemeinsam mit Nicolas Le Roux: Noblesse oblige. Identités et engagements aristocratiques à l'époque moderne. PUR, Rennes 2017, ISBN 978-2-7535-5259-3.